# 櫻井治男
櫻井 治男（さくらい はるお、1949年 - ）は、日本の宗教学者。皇學館大学大学院文学研究科特別教授。博士（宗教学）。日本宗教学会常務理事、財団法人国際宗教研究所理事等を務める。

## 略歴
京都府出身。1971年に皇學館大学文学部を卒業、1973年に同大学院修士課程を修了し、同大学助手。以後、講師・助教授・教授、社会福祉学部学部長を歴任。また國學院大學より博士（宗教学）の学位を取得。
専門は宗教学、宗教社会学、神社祭祀研究。近代に行われた神社整理において整理後の旧社地に再び神社が祀られるようになった「神社復祀」の実態を三重県を中心に研究している。神社整理研究については森岡清美や米地実らとともに第一人者として知られている。1992年に神道宗教学会奨励賞を受賞。2018年に南方熊楠賞受賞。神社本庁元総長、多賀大社名誉宮司であった櫻井勝之進は義父。

## 著書

### 単著
- 『蘇るムラの神々』（大明堂、1994）
- 『神社復祀の研究』（私家版、1995）
- 『地域神社の宗教学』（弘文堂、2010）
- 『知識ゼロからの神社入門』（幻冬舎、2012）

### 編著・共著
- 『井手町史　第2集』（井手町役場、1976）
- 『日本祭礼行事集成 第7巻』（日本祭礼行事集成刊行会、1982）
- 『宗教・その日常性と非日常性』（宗教社会学会、1982）
- 『天照大神 研究編2』（神道文化会、1982）
- 『TRADITIONS IN CONTACT AND CHANGE』（Wilfrid Laurier University Press、1983）
- 『神宮古典籍影印叢刊 第7巻』（八木書店、1984）
- 『日本の神々 神社と聖地6』（白水社、1986）
- 『神宮の式年遷宮』（皇學館大学出版部、1986）
- 『大宮町史 歴史編』（三重県度会郡大宮町、1987）
- 『日本祭礼行事集成 第9巻』（日本祭礼行事集成刊行会、1987）
- 『太神宮参詣記』（皇學館大学神道研究所、1990）
- 『日本神道論』（学生社、1990）
- 『日本宗教への視角』（東方出版、1994）
- 『RELIGIONS SANS FRONTIERES ?』（PRESIDENZA DEL CONSIGLIO MINISTRI DIPARTMENTO PER L7 INFORMAZIONE E L'EDITORIA,ROME、1994）
- 『遷宮論集』（神社本庁、1995）
- 『播磨国総社射楯兵主神社史』（射楯兵主神社、1996）
- 『三重県の祭り・行事』（三重県教育委員会、1997）
- 『環境問題と宗教に関する調査研究』（1997）
- 『三重県下市町村の地域づくりの方策の研究報告書』（三重県高等教育機関連絡会議、1998）
- 『風土精神文化を生かした地域創造』（三重県高等教育機関連絡会議、1999）
- 『現代神道研究集成 第5巻』（神社新報社、1999）
- 『現代神道研究集成 第6巻』（神社新報社、2000）
- 『世界に開かれた教養』（皇學館大学出版部、2000）
- 『白子屋台行事（三重県祭礼行事記録調査報告書）』（三重県鈴鹿市教育委員会、2001）
- 『サルタヒコの旅』（創元社、2001）
- 『鎮守の森を保育の庭に―命を育む知恵がここに』（学習研究社、2001）
- 『伊勢湾地域の総合的利用と保全―人文科学からみた伊勢湾―』（三重県高等教育機関連絡会議、2001）
- 『社会福祉の思想と制度・方法』（永田文昌堂、2002）
- 『現代宗教2002』（東京堂、2002）
- 『伊勢湾地域の総合的利用と保全―人文科学から見た伊勢湾』（三重県高等教育機関連絡会議、2002）
- 『三輪山の神々』（学生社、2003）
- 『戦後における神社界の福祉活動に関する基礎的研究』（私家版、2003）
- 『八幡神社の若子祭』（名張市教育委員会、2003）
- 『岩波講座宗教6 絆』（岩波書店、2004）
- 『おきつもの名張』（名張市、2004）
- 『神話・象徴・文化』（楽浪書院、2005）
- 『世古口藤平著　神三郡神社参詣記』（皇學館大学神道研究所、2005）
- 『宗教と福祉』（皇學館大学出版部、2006）
- 『日本の神々と祭り―神社とは何か？―』（国立歴史民俗博物館、2006）
- 『ふるさと文化再興事業 三重県の民俗行事報告書 2』（三重県教育委員会、2006）
- 『ふるさと文化再興事業 三重県の民俗行事報告書 3 -宮川流域のカンコ踊りと盆行事-』（三重県教育委員会、2008）
- 『自然葬と世界の宗教』（凱風社、2008）
- 『宗教都市における神仏分離の実態的研究:伊勢神宮の門前町「宇治・山田」を中心に』（私家版、2010）